# Krzesław Krzyżanowski
Krzesław Marian Krzyżanowski (ur. 28 marca 1898 w Gródku Jagiellońskim, zm. 1940 w ZSRR) – major piechoty Wojska Polskiego, ofiara zbrodni katyńskiej.

## Życiorys
Urodził się 28 marca 1898 w Gródku Jagiellońskim jako syn Bolesława. Po wybuchu I wojny światowej w 1914 jako 16-latek wstąpił do kompanii strzeleckiej w Żółkwi. Dostał się do niewoli sowieckiej, z której uciekł. W 1916 wcielony do C. K. Armii, w której ukończył szkołę oficerską. Wysłany na front włoski, został tam ranny. U schyłku wojny wstąpił do Armii Polskiej we Francji gen. J. Hallera. Awansowany do stopnia podporucznika służył w 9 pułku strzelców polskich, od 1919 funkcjonujący jako 51 pułk piechoty Strzelców Kresowych. W jego szeregach jako dowódca kompanii brał udział w wojnie polsko-bolszewickiej 1920 i potem w latach 20.i 30.. W jednostce był organizatorem życia sportowego (założył sekcje pływacką i kajakarską). Został awansowany na stopień porucznika piechoty ze starszeństwem z dniem 1 czerwca 1919, a następnie na stopień kapitana ze starszeństwem z dniem 15 sierpnia 1924. Od 1933 służył w 25 pułku piechoty (Piotrków Trybunalski). Został awansowany na stopień majora.
Po wybuchu II wojny światowej podczas kampanii wrześniowej był dowódcą III batalionu w 25 pułku piechoty. Jego oddział walczył na Kielecczyźnie i w Lasach Janowskich. Po agresji ZSRR na Polskę z 17 września 1939 został aresztowany przez Sowietów 9 grudnia 1939 w Brzeżanach. Został przewieziony do więzienia przy ulicy Karolenkiwskiej 17 w Kijowie. Tam został prawdopodobnie zamordowany przez NKWD na wiosnę 1940. Jego nazwisko znalazło się na tzw. Ukraińskiej Liście Katyńskiej opublikowanej w 1994 (został wymieniony na liście wywózkowej 64/3-56 oznaczony numerem 1643). Ofiary tej części zbrodni katyńskiej zostały pochowane na otwartym w 2012 Polskim Cmentarzu Wojennym w Kijowie-Bykowni.

## Ordery i odznaczenia
- Krzyż Walecznych (1921)[9]
- Medal Niepodległości (10 grudnia 1931)[10]
- Srebrny Krzyż Zasługi (19 marca 1937)[11]

## Upamiętnienie
Jego córka Renata Jurecka-Krzyżanowska w 1997 wydała książkę wspomnieniową pt. Mój ojciec. Wspomnienia rodziny wojskowej z Brzeżan od roku 1923 do 1945 roku.
W maju 2010 w ramach akcji „Katyń... pamiętamy” / „Katyń... Ocalić od zapomnienia”, przy Szkole Podstawowej im. Franciszka Kujawińskiego w Lasku Wolskim w Krakowie, został zasadzony Dąb Pamięci honorujący Krzesława Krzyżanowskiego.